# هوندا سی‌بی‌آر۱۱۰۰ایکس‌ایکس
هوندا سی‌بی‌آر۱۱۰۰ایکس‌ایکس یک موتورسیکلت اسپورت ساخت کارخانه هوندا است که در سال ۱۹۹۶ میلادی معرفی شد.
در اواخر دهه ۱۹۸۰ میلادی رقابت بین سوزوکی،کاوازاکی، یاماها و هوندا برای ساخت سریعترین موتورسیکلت به اوج خود رسیده بود.پیشرفت تکنولوژی و فناوری به موتورسیکلتها این امکان را داد که به سرعت های بالای ۲۵۰k/m دست پیدا کنند.
هوندا هدف از ساخت این موتورسیکلت را به چالش کشیدن Kawasaki Ninja ZX- 11 و ثبت رکورد سریعترین موتورسیکلت عنوان کرد.رکوردی که سه سال بعد توسط سوزوکی هایابوسا شکسته شد.